# Brione (Lombardia)
Brione (lombardul: Breó) település Olaszországban, Lombardia régióban, Brescia megyében. Lakosainak száma 750 fő (2023. január 1.). Brione Gussago, Polaveno, Sarezzo, Ome és Villa Carcina községekkel határos.

## Népesség
A település népessége az elmúlt években az alábbi módon változott:
| Lakosok száma | 711  | 722  | 750  |
|               | 2017 | 2018 | 2023 |